# 岷江百合
岷江百合（学名：Lilium regale）为百合科百合属下的一个种。它是中国的原生百合，生长在四川岷江河谷的上游。

## 扩展阅读
- 維基物種上的相關：岷江百合